# Leslie Horan
Leslie Horan est une actrice américaine née le 31 décembre 1969 à Îles Midway, Hawaï (États-Unis).

## Filmographie
Sauf indication contraire, les informations mentionnées dans cette section peuvent être confirmées par la base de données cinématographiques IMDb,  présente dans la section « Liens externes ».

### Cinéma
- 1989 : East L.A. Warriors de Addison Randall : ? (non créditée)
- 1990 : Repo Jake (en) de Joseph Merhi : Léa
- 1995 : Prima Donnas de Lawrence David Foldes : Maggie
- 2000 : The Giving Tree de Cameron Thor : Sara
- 2022 : Whaley (court métrage) de Julianna Robinson : Anna Whaley

### Télévision

#### Séries télévisées
- 1994 : Album de famille (en) : Anne Thayer O'Hara (mini-série)
- 1995 : Arabesque (Murder, She Wrote) : Nancy Boswell (saison 12, épisode 2)
- 1996 : Diagnostic : Meurtre (Diagnosis Murder) : Ruth Chandler (saison 3, épisode 8)
- 1996 : Sliders : Les Mondes parallèles : Heather Hanley (saison 3, épisode 4)
- 1996 : Hôpital central (General Hospital) : Miranda Jameson (3 épisodes)
- 1997 : Mike Hammer ( Mike Hammer, Private Eye) : Haley Curtis (saison 1, épisode 8)[1]

#### Téléfilms
- 1996 : Alliance fatale (Widow's Kiss) de Peter Foldy : Kelly Givens
- 1998 : Max Q (en) de Michael Shapiro : Melissa Hines